# 安库站
安库站是位于新疆维吾尔自治区沙湾县安库村的一个铁路车站，邮政编码832116。车站成立于2005年9月25日，位于兰新线2075公里664米，主要担负着会让车业务，不办理客货运业务，车站及其上下行区间均为电气化区段。车站距离乌鲁木齐站192公里，隶属乌鲁木齐铁路局，是五等站。由于乌精二线修双线，于2009年11月25日正式关闭。